# Hervormde kerk (Bronkhorst)
De Hervormde kerk, ook wel de Kapel van Bronkhorst, is een protestantse kerk in de Nederlandse plaats Bronkhorst. De kerk, destijds nog aangeduid als kapel, is in de 14e eeuw gebouwd met gelden van Gijsbert V van Bronckhorst en zijn vrouw Catharina van Leefdael. De kapel wordt in 1344 voor het eerst genoemd en is opgedragen aan Martinus van Tours en Maria. Na de reformatie, waarbij de kerk in protestantse handen over ging, raakte de kapel in 1633 zwaar beschadigd bij een stadsbrand. De jaren erop werd de kapel hersteld. De eeuw erop raakte de kapel haar functie als gebedshuis kwijt door het weinige gebruik er van. Het gebouw werd gebruikt als opslagruimte en school. Na fondsenwerving werd de kerk in 1962 gerestaureerd en weer in gebruik genomen. Voor de restauratie is een prent van Jan de Beijer uit 1742 gebruikt.
De gotische kerk is opgezet als zaalkerk. In de zijgevels en de oostgevel zijn spitsboogvensters verwerkt. Midden op de kerk staat een kleine dakruiter, die na de stadsbrand is geplaatst. De kabinetorgel in de kerk is vermoedelijk gemaakt door Albertus Antoni Hinsz uit circa 1730.
De kerk is in 1966 aangewezen als rijksmonument.

## Galerij

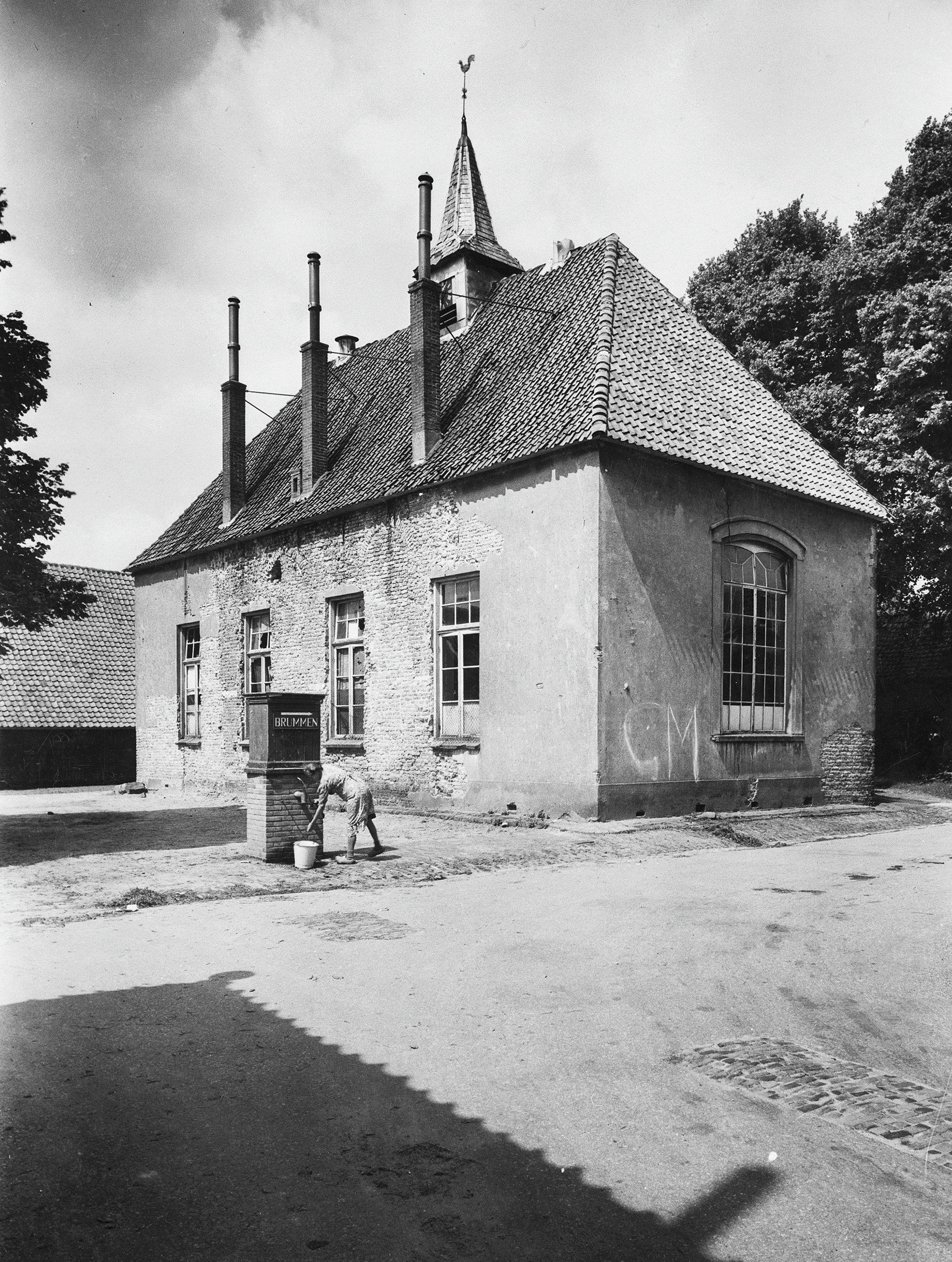
Gebouw in 1956 voor de renovatie
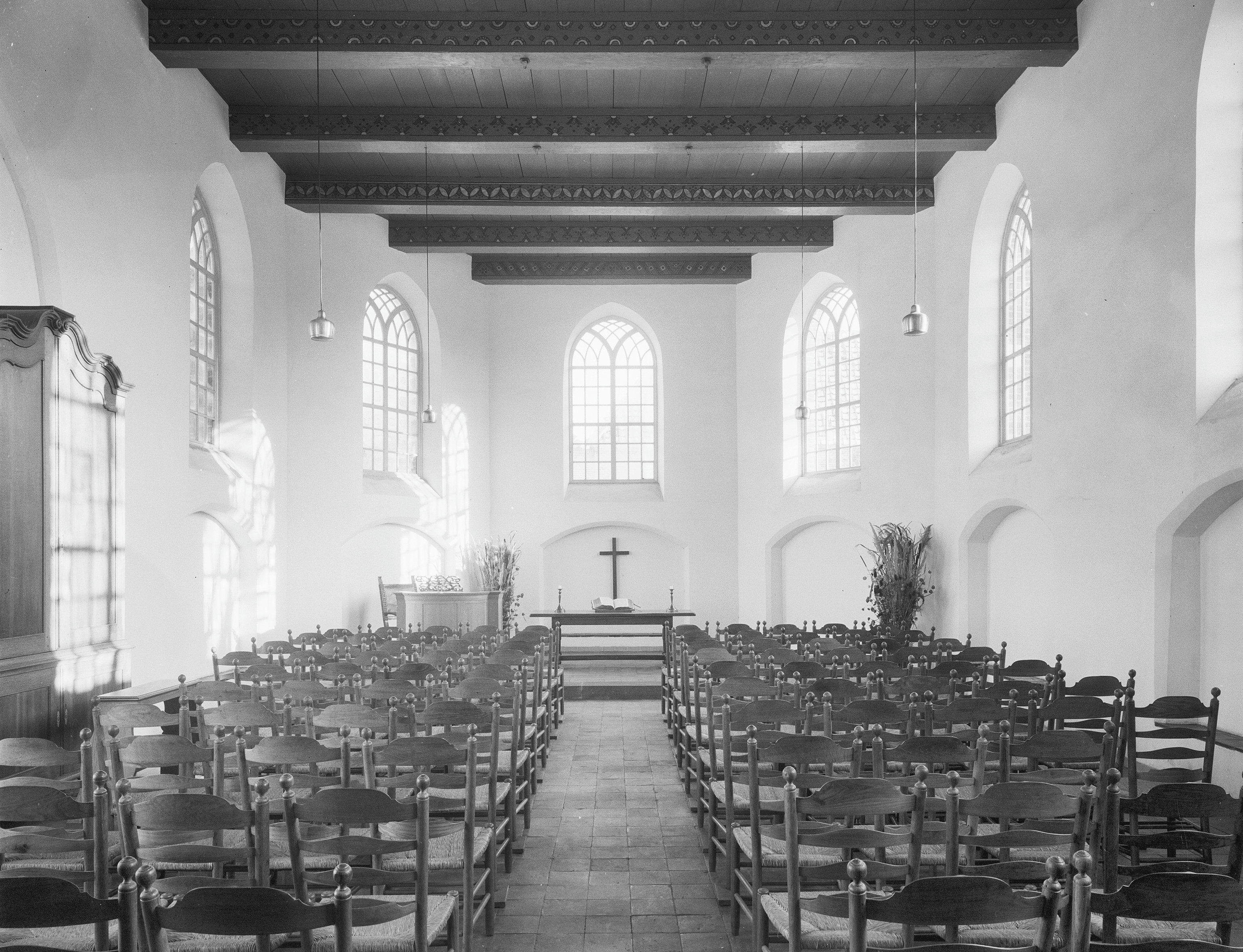
Interieur
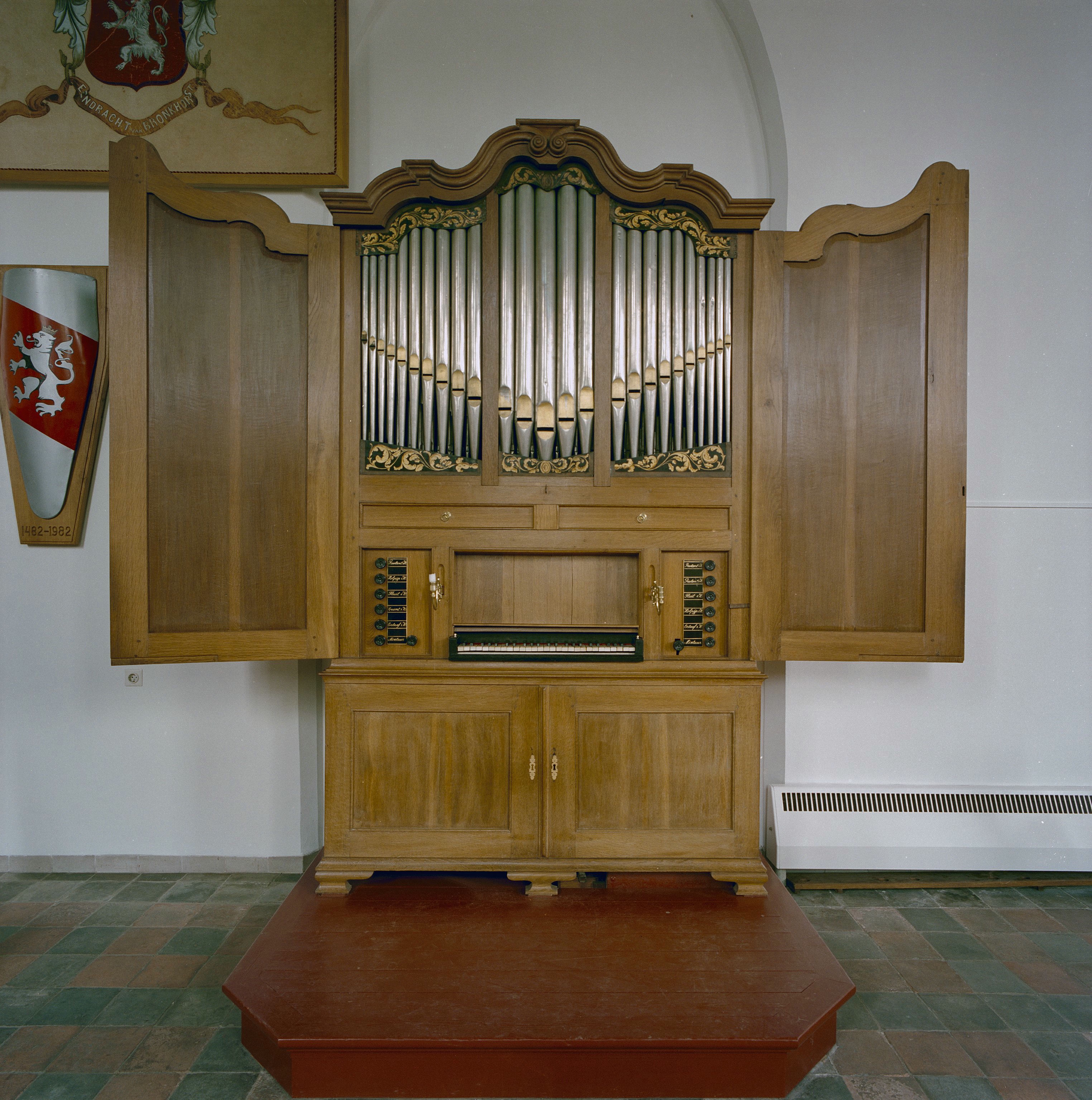
Kabinetorgel